# 扁茎灯心草
扁茎灯心草（学名：Juncus compressus）为灯心草科灯心草属的植物。分布于欧洲、俄罗斯以及中国大陆的东北、西北、山东、长江流域诸省区、华北等地，生长于海拔540米至1,500米的地区，见于塘边、河岸、田埂上、沼泽或草原湿地，目前尚未由人工引种栽培。
种名compressus意为压扁的。

## 异名
- Juncus gracillimus (Buchen) V. Krecz. et Gontsch.